# Диксмойде
Диксмойде (на нидерландски: Diksmuide) е град в Северозападна Белгия, окръг Диксмойде на провинция Западна Фландрия. Населението му е около 15 700 души (2006).